# شوزم خشن الأوبار
شوزم خشن الأوبار (الاسم العلمي:Psiadia hispida) هو نوع من النباتات يتبع جنس الشوزم من الفصيلة النجمية.